# Venus auf Erden
Venus auf Erden ist eine burlesk-phantastische Operette von Paul Lincke und Heinrich Bolten-Baeckers, die 1897 in Berlin uraufgeführt wurde.

## Inhalt
Fritz Leichtfuß torkelt betrunken durch den Tiergarten. Nach einem Gespräch mit dem Mond legt er sich auf eine Bank.
Im Traum kommt er in den Olymp, wo er Venus und weiteren römischen Göttern begegnet. Er überzeugt sie, mit ihm nach Berlin zu kommen. Auf einem Maskenball gibt es einige interessante Begegnungen. Die Göttinnenmutter Juno drängt schließlich alle wieder zur Rückkehr.
Fritz Leichtfuß wird  im Tiergarten geweckt.
Die Operette bezieht ihren Reiz durch die Vermischung von antiker Mythologie mit schnoddrig vorgetragenem Berliner Alltagswitz. Die Dialoge werden mehrmals durch eingängige Lieder unterstützt.

## Werkgeschichte
Der Komponist Paul Lincke und der Textdichter Heinrich Bolten-Baeckers schufen seit 1895 zusammen einige  Singspiele.
Venus auf Erden  wurde deren erste gemeinsame Operette. Die Uraufführung fand am 12. Mai oder 6. Juni 1897 im Apollo-Theater in Berlin statt, als letzter Teil eines gemischten Varieté-Programms.
Sie wurde der erste größere Erfolg der beiden und gilt als Geburtsstunde der Berliner Operette, als einer Mischung aus Berliner Lokalposse und Operettenmusik. Am Apollo-Theater gab es in den folgenden Jahren über 100 Aufführungen, im Münchener Deutschen Theater mehr als 70.
Paul Lincke wurde als Ergebnis seines Erfolges an das Folies Bergère in Paris, das berühmteste Varieté-Theater seiner Zeit, berufen, wo er zwei Jahre blieb.
Danach schuf er mit Heinrich Bolten-Baeckers deren berühmtestes Werk Frau Luna, das auf einem ähnlichen Grundkonzept beruhte, der Begegnung von Berlinern mit Vertretern einer entfernten Welt, diesmal dem Mond.
Die Operette Venus auf Erden wurde durch Frau Luna bald verdrängt und kaum noch gespielt. Die letzte bekannte  Vorstellung fand im Plaza Varietétheater in Berlin 1941 statt.
2018 gab es erstmals wieder eine neu zusammengestellte Aufführung  in Berlin.
Der Text ist gedruckt, die Noten sind nur in der Staatsbibliothek Berlin, dem Sächsischen Staatsarchiv und möglicherweise weiteren Archiven erhalten.

## Textausgaben
- Venus auf Erden, Berlin 1899 Digitalisat